# Franceschina Maggi
Franceschina Maggi (Brescia, XIII secolo – Mantova, 1299?) è stata una nobile italiana.

## Biografia
Proveniva dalla nobile famiglia dei Maggi di Brescia.
Sposò in prime nozze Guido Bonacolsi, signore di Mantova dal 1299 al 1309 e non ebbero figli.